# Hôtel de ville d'Arles
L'hôtel de ville d'Arles, situé sur la place de la République, est un bâtiment achevé en 1676 dont la plus grande partie est aujourd'hui classée monument historique. Il est toujours le siège de la mairie d'Arles.

## Historique
En 1657, au cours d'un épisode particulièrement fastueux et opulent pour la ville, son conseil souhaita construire un nouvel hôtel de ville à la place de la maison commune qui datait de la fin du Moyen Âge et qui était situé entre l'ancien palais des Podestats et la tour de l'horloge. Il fallut cependant près de vingt ans pour que le projet voie le jour.
Plusieurs projets furent rejetés avant que celui de Louis-François de Royers de la Valfenière ne soit retenu en 1666. Il fut immédiatement mis en chantier, mais au printemps 1667, alors que la construction s'élevait à environ 4 mètres, l'architecte avignonnais signala de nombreuses malfaçons. Son rapport, suivi d'un procès que perdirent les maçons, concluait à l'obligation de raser ce qui avait été fait... Les démolitions effectuées, le conseil de ville chercha à améliorer le projet, ce qui provoqua 5 années d'hésitations sur les dessins à retenir.
Enfin, en juin 1673, un nouveau marché était passé sur les dessins de l’architecte Jacques Peytret et du sculpteur Dominique Pilleporte. Mais à la fin du même mois, le passage inopiné de Jules Hardouin-Mansart dans la ville apporta encore des modifications : l'architecte parisien proposa de nouvelles élévations pour les façades, un déplacement de l'escalier et surtout convainquit le conseil de la possibilité de voûter le vestibule du rez-de-chaussée sans aucun pilier intermédiaire.
La  construction fut achevée en mars 1676. A l'exécution, Peytret s'écarta un peu des dessins de façade laissés par Jules Hardouin-Mansart, qui s'apparentaient sensiblement aux élévations du Versailles de Louis Le Vau .
L'hôtel de ville est classé monument historique en 1920 (façades, vestibule, salle du conseil et beffroi), en 1938 (toitures) et 1942 (salle couverte).

## Description
Le bâtiment comporte 3 étages.

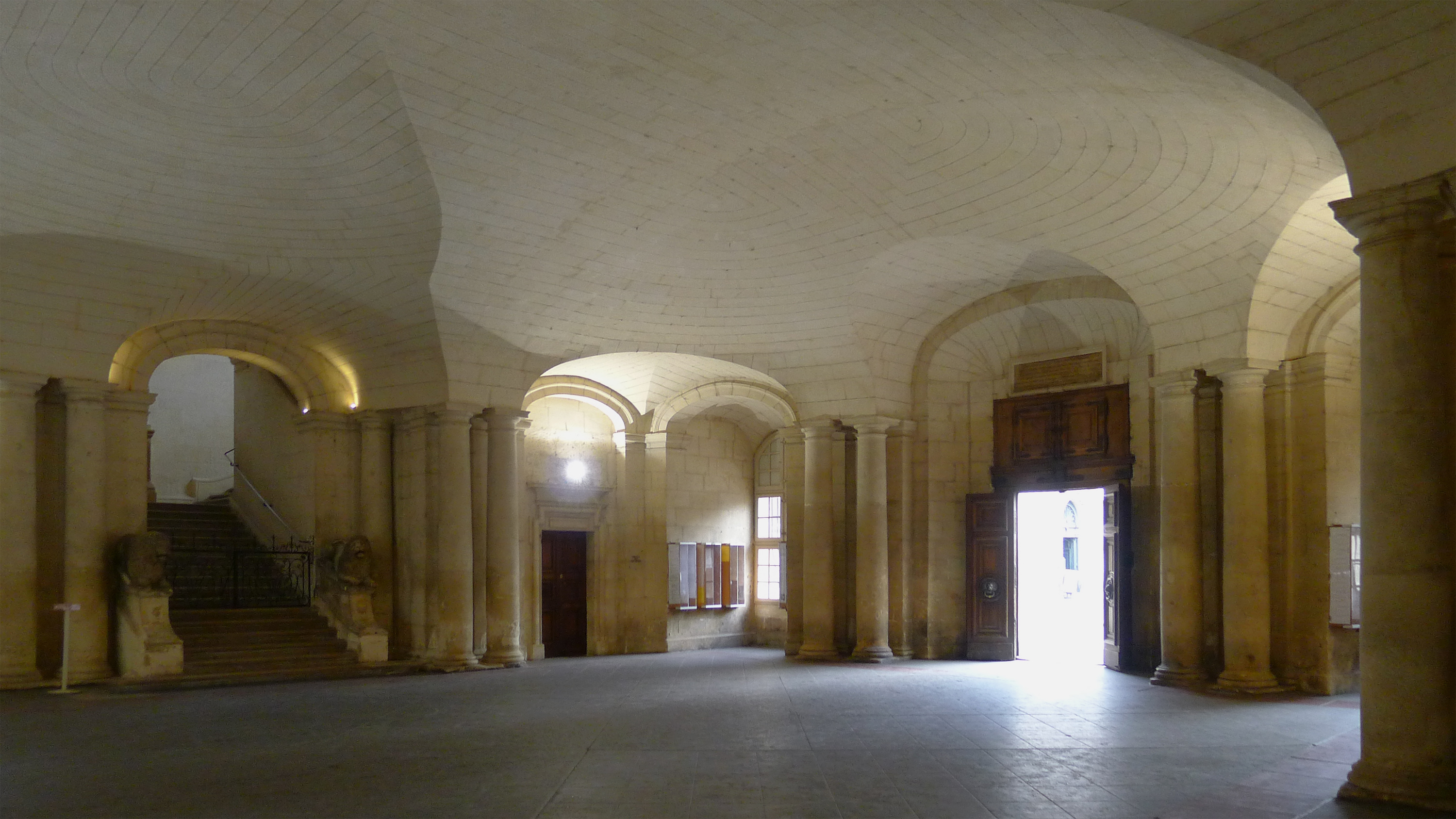
La salle du rez-de-chaussée avec sa voûte considérée comme « le chef-d'œuvre absolu de la stéréotomie française » (CMH)

Au rez-de-chaussée se trouve un vestibule comportant une voûte très surbaissée, formée de deux berceaux à angle droit, retombant en culs-de-four et raccordés aux parois par des lunettes. Malgré la portée qui atteint 15 m, la flèche de la voûte est très faible. Le visiteur est là devant le chef-d'œuvre absolu de la stéréotomie française, qui réunit avec une virtuosité inégalée toutes les caractéristiques de cet art - surbaissement, jeu d'appareil, nudité d'intrados .
L'escalier d'honneur qui conduit à la salle du conseil, est encadré par deux lions sculptés par Jean Dedieu. Il est orné dès l'origine de la Vénus d'Arles, une antique gréco-romaine découverte au théâtre antique d'Arles, mais aujourd'hui il s'agit d'une copie de l'œuvre modifiée par Girardon dont l'original se trouve désormais au Louvre.
Sur la façade du premier étage, se trouve un balcon encadré de doubles colonnes. Au deuxième étage, un fronton central où figure un soleil, symbole de Louis XIV, un décor de balustres et de pots-à-feu.

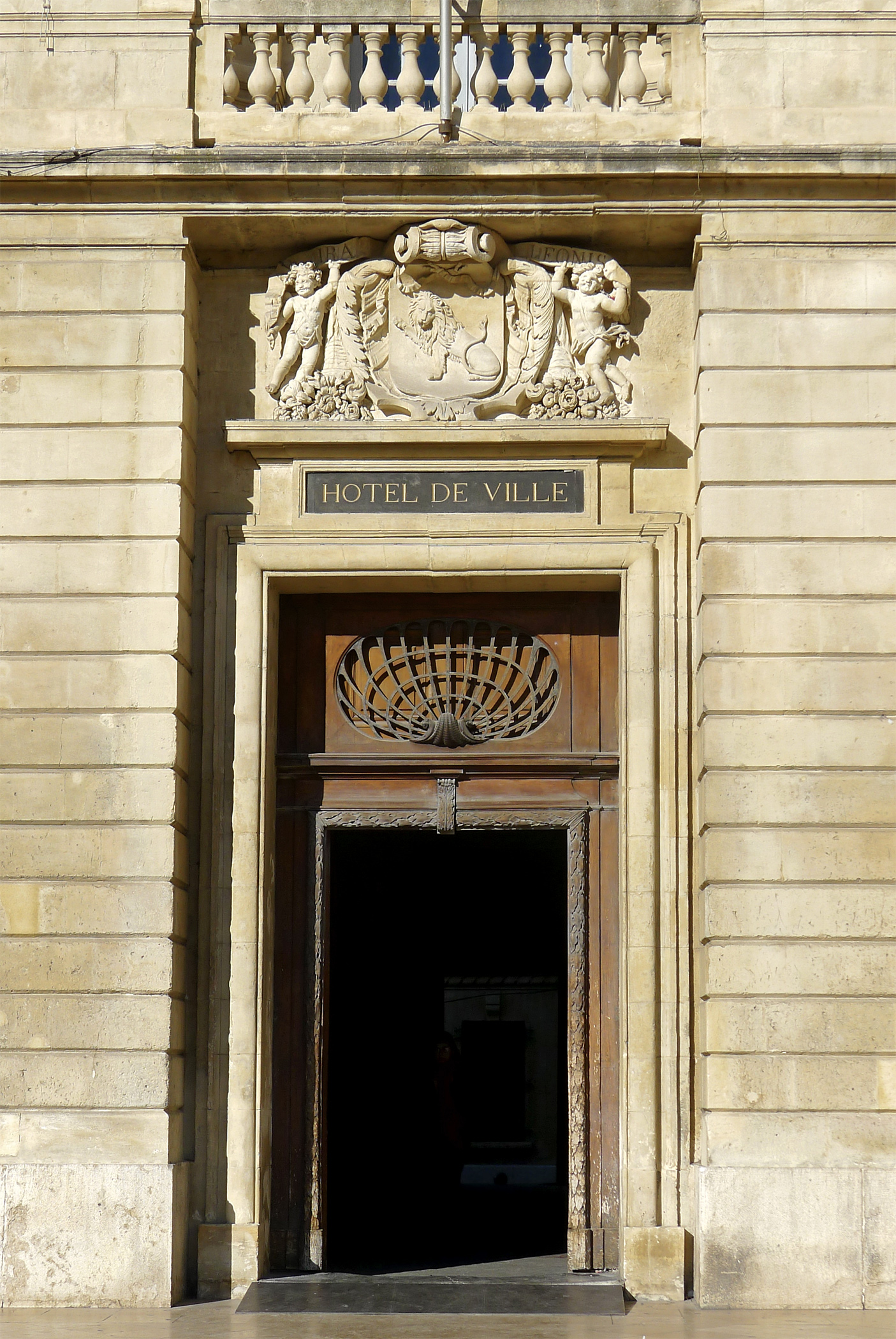
Porte d'entrée, côté place de la République
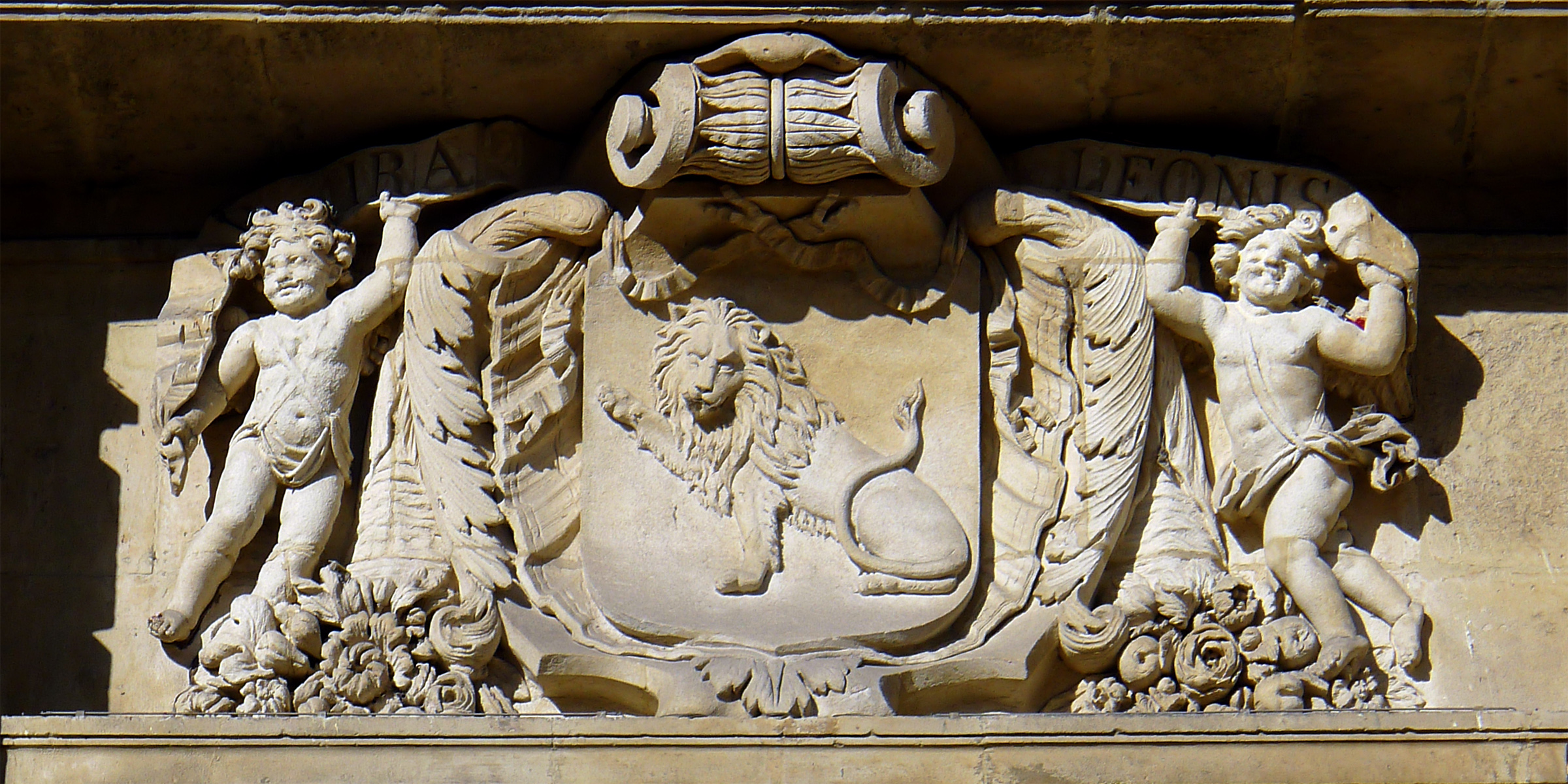
Détail du bas-relief avec les armes de la ville
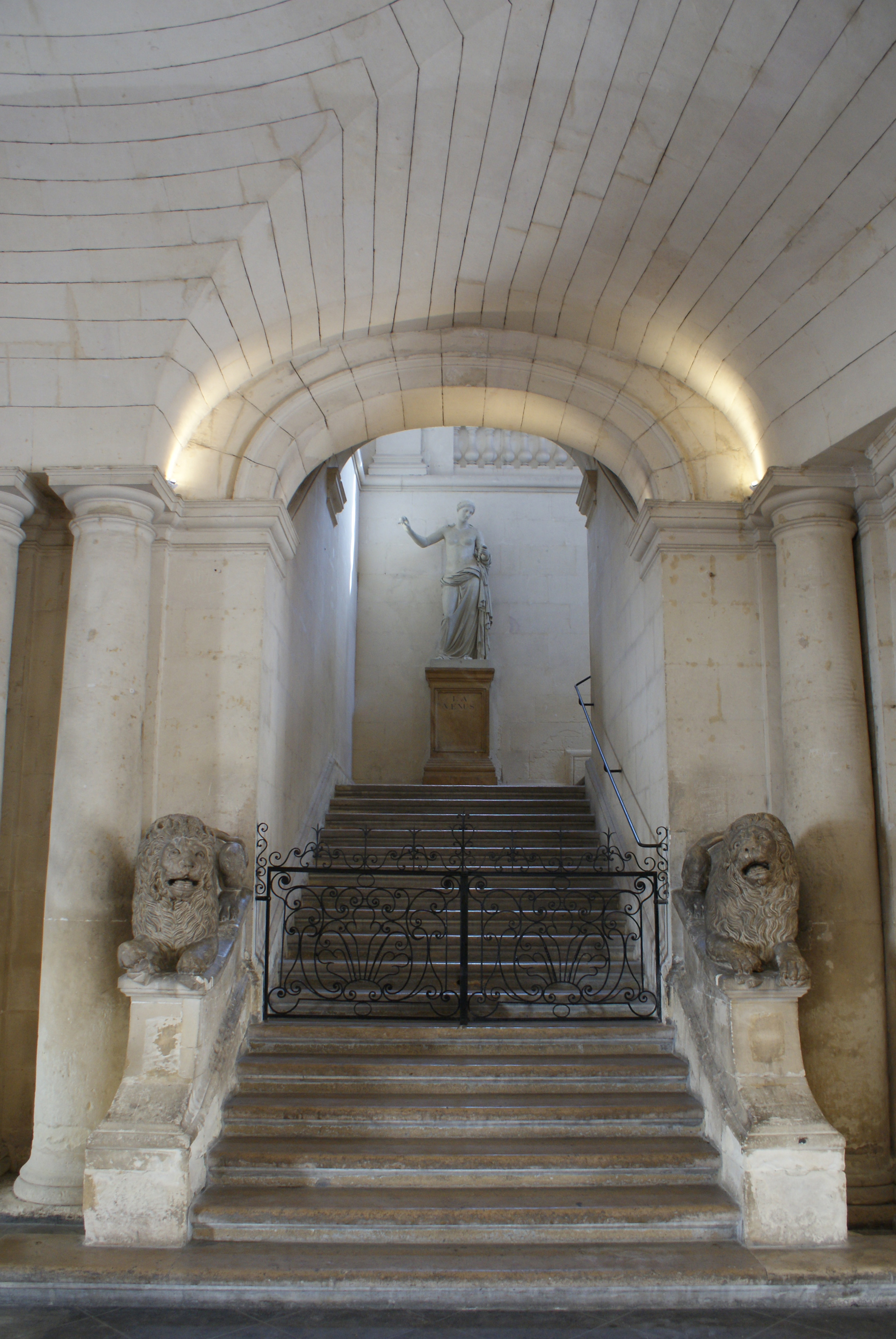
L'escalier d'honneur avec sa Vénus d'Arles et les deux lions de Dedieu